# Contea di Carbon (Utah)
La contea di Carbon, in inglese Carbon County, è una contea dello Stato dello Utah, negli Stati Uniti. Aveva una popolazione di 20 422 abitanti (2000). Il capoluogo è Price.

## Geografia fisica
La contea di Carbon è posta nella sezione centrorientale dello Stato dello Utah e ha una superficie complessiva di 3829 km².
Il territorio fa parte della regione dell'Altopiano del Colorado. Il confine orientale è delimitato dal corso del Green River. I principali centri abitati sono allineati lungo il fiume Price che attraversa da nord a sud la parte centroccidentale della contea. La parte occidentale della contea ospita l'altopiano Wasatch e scende verso il fiume Price a est. Il punto di massima elevazione è il Bruin Point (3104 m).

### Contee confinanti
- Contea di Utah - nord
- Contea di Duchesne - nord
- Contea di Uintah - est
- Contea di Emery - sud/ovest
- Contea di Sanpete - nord-ovest

## Storia
Nella regione sono state rinvenute numerose testimonianze della cultura di Fremont (700-1300).
I primi insediamenti furono costituiti lungo il fiume Price da coloni mormoni verso il 1880. In quegli stessi anni furono scoperti i giacimenti di carbone e furono aperte numerose miniere che attirarono manodopera proveniente in gran parte dall'Europa meridionale e orientale e dal Giappone.
La contea di Carbon fu istituita nel 1894 da parti della contea di Emery. La contea deve il proprio nome alle miniere di carbone presenti nella regione.

## Comuni

### Cities
- East Carbon
- Helper
- Price (capoluogo)
- Wellington

### Town
- Scofield

### Census-designated places
- Carbonville
- Clear Creek
- Kenilworth
- Spring Glen
- West Wood